# Lestiphorus
Lestiphorus (лат.) — род песочных ос из подсемейства Bembicinae (триба Bembicini). 20 видов.

## Распространение
Встречаются повсеместно, кроме Австралии Неотропки. Палеарктика (8 видов). Неарктика (3). Африка (1). Юго-Восточная Азия (7). В Европе 2 вида. Для СССР указывалось около 6 видов.

## Описание
Среднего размера осы (9—13 мм). Имеют стройный стебелёк, напоминая ос рода медовики (Mellinus). Гнездятся в земле. Ловят цикадок.

## Систематика
Около 20 рецентных видов. Относится к трибе Bembicini.
- Lestiphorus becquarti (Yasumatsu, 1943)
- Lestiphorus bicinctus (Rossi, 1794)
- Lestiphorus bilunulatus A. Costa, 1867
- Lestiphorus cockerelli (Rohwer, 1909)
- Lestiphorus densipunctatus (Yasumatsu, 1943)
- Lestiphorus egregius (Handlirsch, 1893)
- Lestiphorus greenii (Bingham, 1896)
- Lestiphorus icariiformis (Bingham, 1908)
- Lestiphorus mellinoides (W. Fox, 1896)
- Lestiphorus mimicus (Arnold, 1931)
- Lestiphorus nemkovi  Mokrousov et Proshchalykin, 2020 — Тыва, Россия
- Lestiphorus oreophilus (Kuznetzov Ugamskij, 1927)
- Lestiphorus pacificus (Gussakovskij, 1932)
- Lestiphorus peregrinus (Yasumatsu, 1943)
- Lestiphorus persimilis (R. Turner, 1926)
- Lestiphorus philippinicus Tsuneki, 1992
- Lestiphorus piceus (Handlirsch, 1888)
- Lestiphorus pictus Nemkov, 1992
- Lestiphorus rugulosus Wu & Zhou, 1969